# White House Fellows
Les White House Fellows (pouvant être traduit en anglais par compagnons de la Maison Blanche) est un programme établi par le président des États-Unis Lyndon Johnson en 1964. La mission de ce programme est de « donner aux compagnons une haute expérience de travail avec le gouvernement fédéral et d'augmenter leur capacité à participer aux affaires nationales. » Johnson attendait d'eux en retour de ce privilège qu'ils continuent en tant que citoyens à travailler à l'amélioration des affaires publiques après la fin de leur mandat et qu'ils deviennent de futurs leaders.
Des institutions similaires existent au sein du Congrès où il arrive fréquemment que les "fellows" soient payés par des entreprises privées ou des groupes d'intérêt. Cette situation conduit certains observateurs à se poser la question de l'existence possible de conflits d'intérêts les intéressés pouvant être impliqués notamment dans l'élaboration de mesures législatives ayant un impact sur les activités industrielles ou commerciales de ceux qui les paient.